# Pleasant Hill (Missouri)
Pleasant Hill is een plaats (city) in de Amerikaanse staat Missouri, en valt bestuurlijk gezien onder Cass County.

## Demografie
Bij de volkstelling in 2000 werd het aantal inwoners vastgesteld op 5582.
In 2006 is het aantal inwoners door het United States Census Bureau geschat op 6903, een stijging van 1321 (23,7%).

## Geografie
Volgens het United States Census Bureau beslaat de plaats een oppervlakte van
11,7 km², waarvan 11,6 km² land en 0,1 km² water. Pleasant Hill ligt op ongeveer 273 m boven zeeniveau.

## Plaatsen in de nabije omgeving
De onderstaande figuur toont nabijgelegen plaatsen in een straal van 12 km rond Pleasant Hill.